# Nekropole von Fonelas

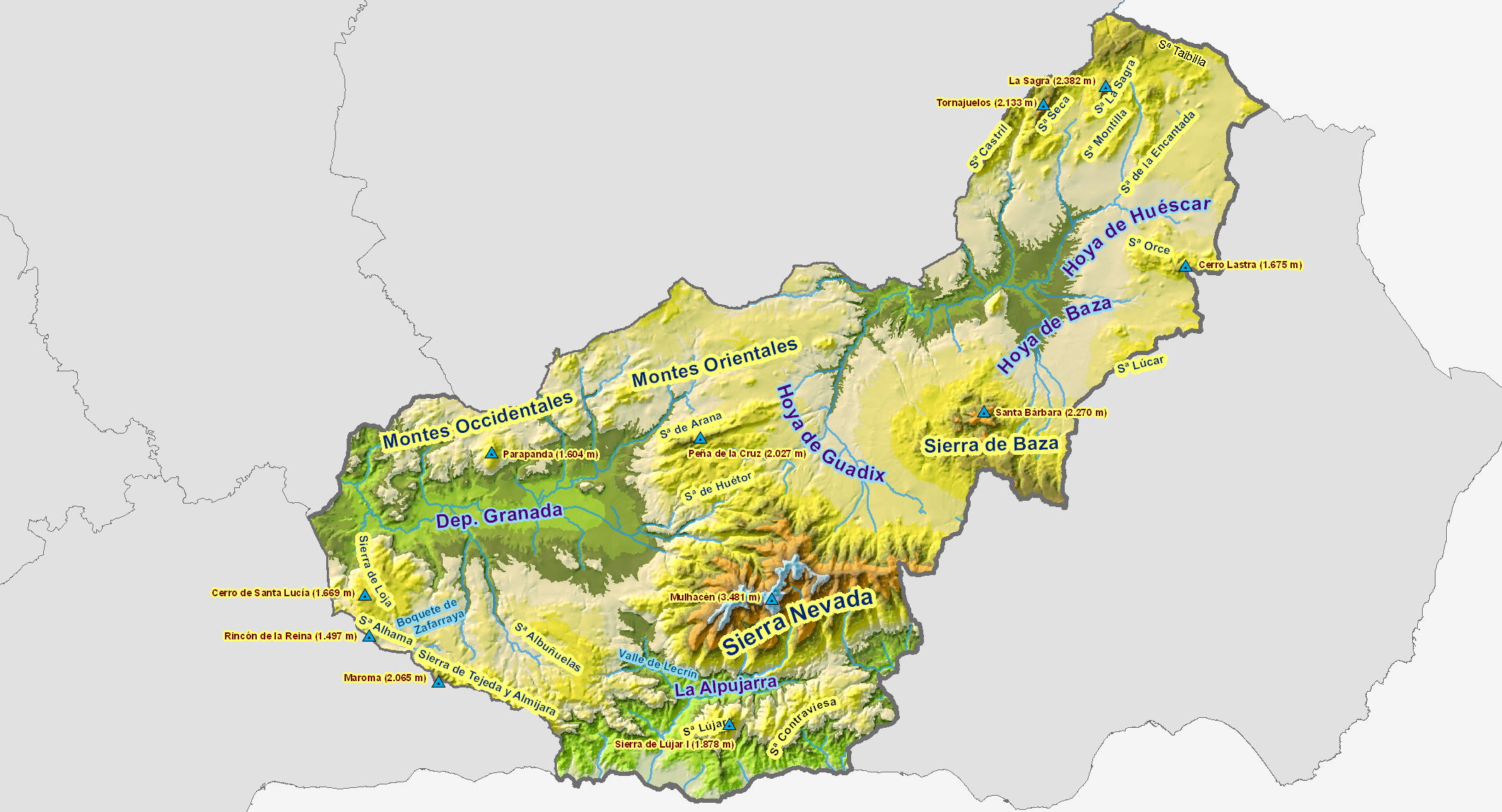
Relief von Granada

Die kupfersteinzeitliche Nekropole von Fonelas (spanisch Necrópolis megalítica de Fonelas) und Huélago in den Tälern des Rio Fades und Rio Gor in der Provinz Granada in Spanien besteht aus etwa 70 Dolmen, die in mehreren Gruppen verstreut liegen aber teilweise zerstört sind.

Wappen des Ortes

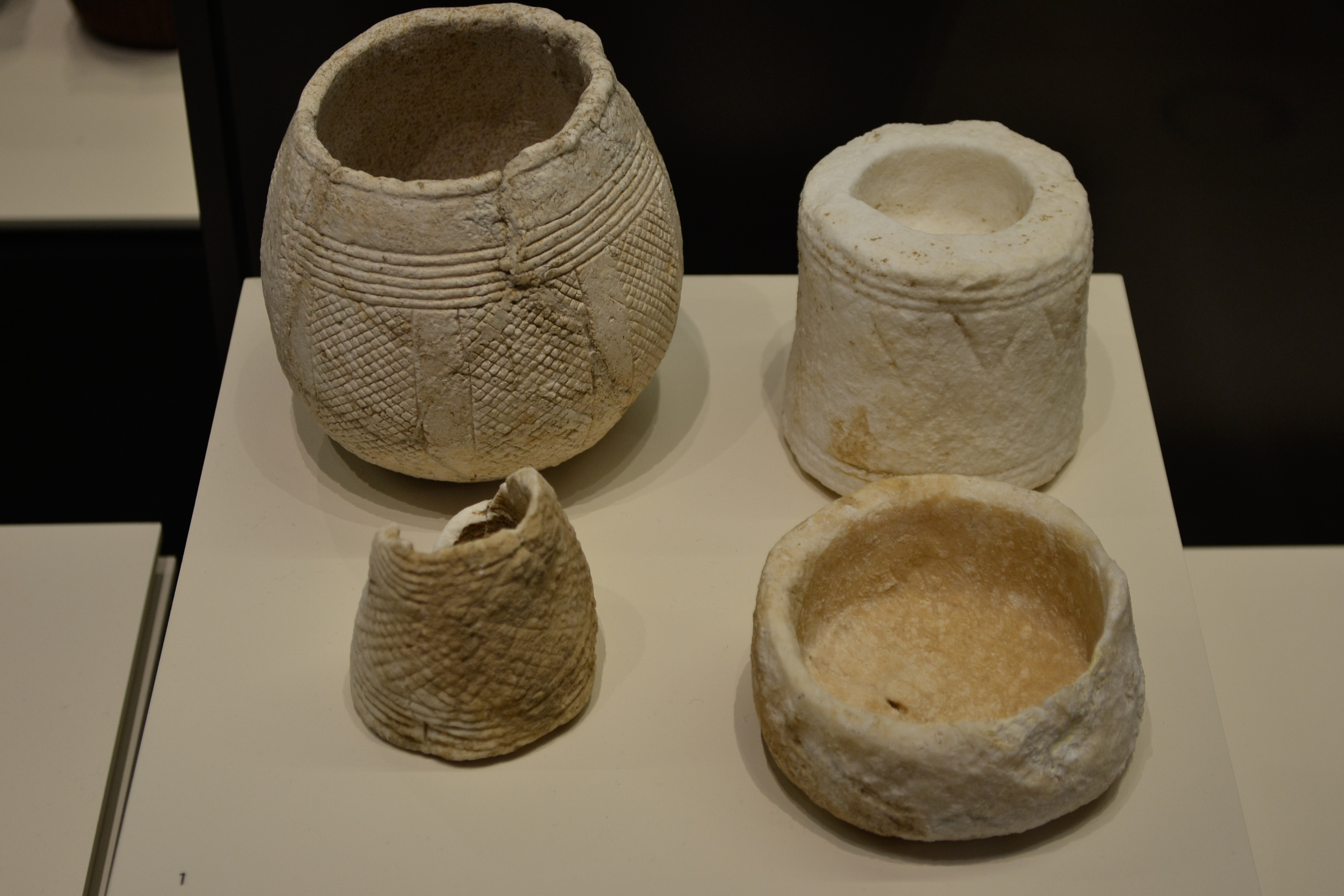
Oben rechts – Gipsgefäß von Fonelas

Die Anlagen von „Domingo 1“ und „Moreno 3“ sind die bedeutendsten. In der letzteren wurde eine in den Schiefer geritzte anthropomorphe Figur gefunden, die auch im Wappen des Ortes Fonelas erscheint und im Museo Arqueológico y Etnológico de Granada ausgestellt ist. Es gibt große rechteckige und kleinere, rechteckige und trapezförmige Kammern. Es ist eine der Nekropolen der Region von Gor: Panoria, Gorafe, Huélago, Laborcillas und Pedro Martinez im Flussgebiet des Rio Fardes.

## Fonelas 9 und 10
Fonelas 9 und 10 sind kleine trapezoide aus Plattenmaterial erstellte Megalithanlagen. An der leicht angeschrägten Schmalseite der Kammer setzt ein niedriger Gang an, während an der Breitseite abgetrennte rechteckige, steingefasste, leicht erhöhte gepflasterte Bereiche liegen. In Fonelas 10 sind es zwei, in Fonelas 9 ist es einer, der nach links versetzt ist und Platz für einen zweiten Einbau lässt, der offenbar sukzessiv erfolgte. In Fonelas wurden die Reste von etwa 40 Personen und prestigeträchtige Grabbeigaben gefunden (darunter eine Elfenbeinahle, eine Kupferaxt, Schalen etc.). Vergleichbare Elemente wurden in Fonelas 2 und in geringerem Maße in Fonelas 11 und 12 gefunden.